# Mauscheln (Kartenspiel)

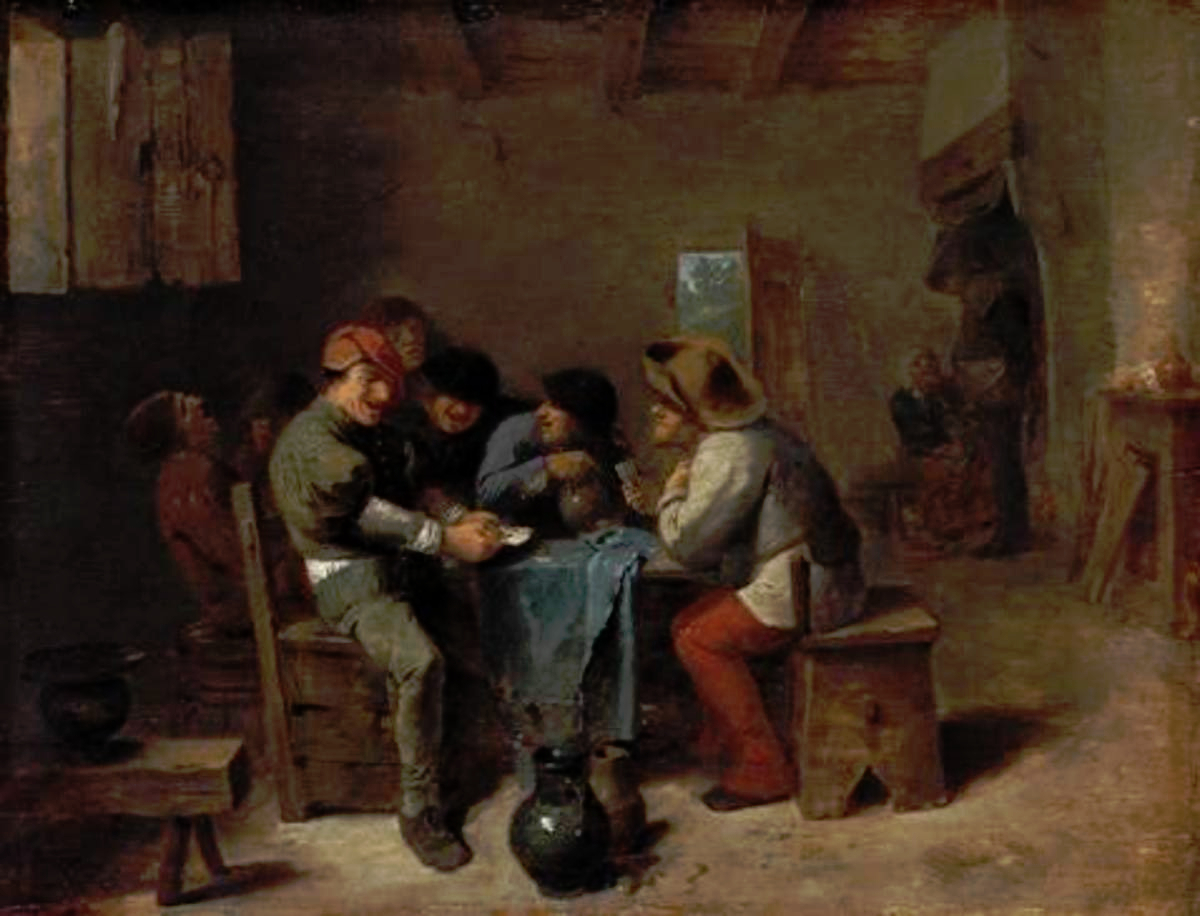
Adriaen Brouwer: Kartenspieler mit Kiebitzen (Gemälde um 1630)

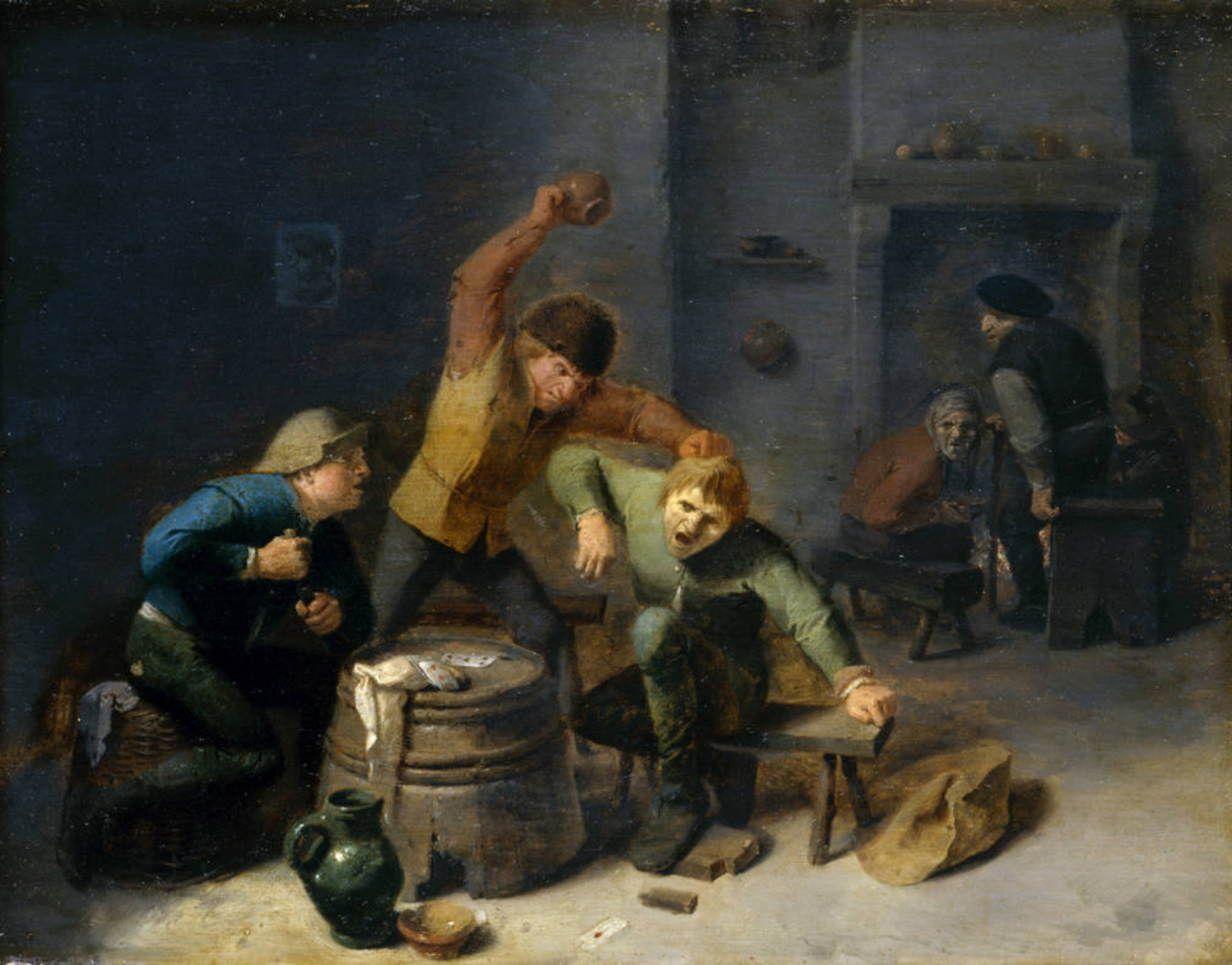
Adriaen Brouwer: Rauferei beim Kartenspiel (Gemälde um 1630)

Mauscheln, auch Maus oder Vierblatt, ist ein dem Tippen ähnliches Karten-Glücksspiel, das in Deutschland und den Ländern des früheren Österreich-Ungarn weit verbreitet war. 
Der Name Mauscheln bedeutet so viel wie „(heimliches) Sprechen“. Nach Meyers Konversationslexikon von 1885 bis 1892 leitet sich das Wort Mauschel vom hebräischen Moscheh „Moses“, in aschkenasischer Aussprache Mausche, Mousche, ab und war ein Spottname für Jude; mauscheln bedeutete im älteren Deutsch so viel wie „jüdeln, schachern“. Heute wird mauscheln synonym zu intrigieren, kungeln, mogeln verwendet.
Weitere Namen des Spiels sind Polnische Bank (vgl. aber hier) oder Panczok, auch Kratzen, Angehen oder Frische Vier.

## Grundregeln

### Spielerzahl und Spielmaterial
Mauscheln wird wie Tippen von drei bis sechs Personen mit 32, bei noch mehr Teilnehmern mit 52 Karten gespielt.

### Kartenverteilung
Der jeweilige Kartengeber setzt vier Spielmarken als Stamm in die Kasse und teilt jedem Spieler zwei Karten aus. Die nächste Karte wird offen aufgeschlagen und bestimmt die Trumpffarbe, danach erhält jeder Spieler weitere zwei Karten. 

### Spielansage und Spielbeginn
Nun erklärt der Spieler zur Linken des Gebers, ob er mauscheln („spielen, es angehen“) möchte, d. h., er verpflichtet sich zumindest zwei Stiche zu erzielen, oder er sagt Weiter; in diesem Fall hat sein linker Nachbar das Wort – usw.
Will niemand spielen, so werden die Karten zusammengeworfen, der nächste Spieler zahlt vier Marken in die Kasse und gibt die Karten für das nächste Spiel.    
Hat ein Teilnehmer erklärt, er wolle spielen, so können die anderen Spieler entweder passen oder mitgehen.
Wenn alle anderen Teilnehmer passen, zieht der Mauschler den Pot ein – ohne eigentliches Spiel; geht jedoch zumindest ein Teilnehmer mit, so dürfen diese Spieler und der Mauschler eine oder mehrere (auch alle vier) Karten verdeckt ablegen und gegen neue Karten vom Talon tauschen. Es ist nur einmaliges Tauschen zulässig. Sind alle Spieler bedient, so spielt der Mauschler zum ersten Stich aus.

### Zugaberegeln
Man muss Farbe bedienen oder trumpfen. 
Den Stich erhält der Spieler mit der höchsten Karte. Die Kartenreihenfolge von niedrig bis hoch: 7 - 8 - 9 - 10 - Bube - Dame - König - Ass.

### Spielabrechnung
Am Ende des Spiels erfolgt die Abrechnung: 
- Für jeden gewonnenen Stich erhält man ein Viertel des Kasseninhalts.
- Wer mitgeht und keinen Stich macht, zahlt so viel als Bête in die Kasse, als im Pot steht; ebenso der Mauschler, falls es ihm nur gelingt, einen Stich zu gewinnen.
- Bleibt der Mauschler stichlos, so zahlt er den doppelten Kasseninhalt.

## Regelvarianten
Wie die meisten Kartenspiele wird auch Mauscheln mit vielen zusätzlichen Regelvarianten gespielt.
Variationen betreffen u. a.:
- die Verwendung des Weli bzw. der Karo-Sechs als 33. Karte als beständigen zweithöchsten Trumpf und
- Besonderheiten beim Abheben und Teilen.